# (6960) 1989 AL5
(6960) 1989 AL5 là một tiểu hành tinh vành đai chính. Nó được phát hiện bởi Robert H. McNaught ở Đài thiên văn Siding Spring ở Canberra, Australia, ngày 4 tháng 1 năm 1989.